# Scotopteryx ibera
Scotopteryx ibera är en fjärilsart som beskrevs av Louis Beethoven Prout 1937. Scotopteryx ibera ingår i släktet backmätare, och familjen mätare. Inga underarter finns listade.